# プルス・ウルトラ (モットー)

スペインの国章

プルス・ウルトラ（ラテン語: Plus Ultra、もっと先へ、もっと向こうへ、更なる前進）は、スペインの国の標語で、カルロス1世（神聖ローマ皇帝カール5世）の個人的なモットーから採用された。

## ネク・プルス・ウルトラ
『グラナダにおけるカール5世の宮殿』（1985年）の著者アール・ローゼンタールはこのモットーの起源を研究した。モットーはヘルクレスの柱と密接に結び付けられた。それはローマ神話によるとジブラルタル海峡の近くにヘルクレスによって建てられたもので、当時知られていた世界の果てを示している。神話によれば、その柱はネク・プルス・ウルトラまたはノン・プルス・ウルトラ（Nec Plus Ultra, Non Plus Ultra, 更に先はない）という警告を発して、船員たち、探検家たちがそれ以上進まないための警告として役立っていた。

## カルロス1世

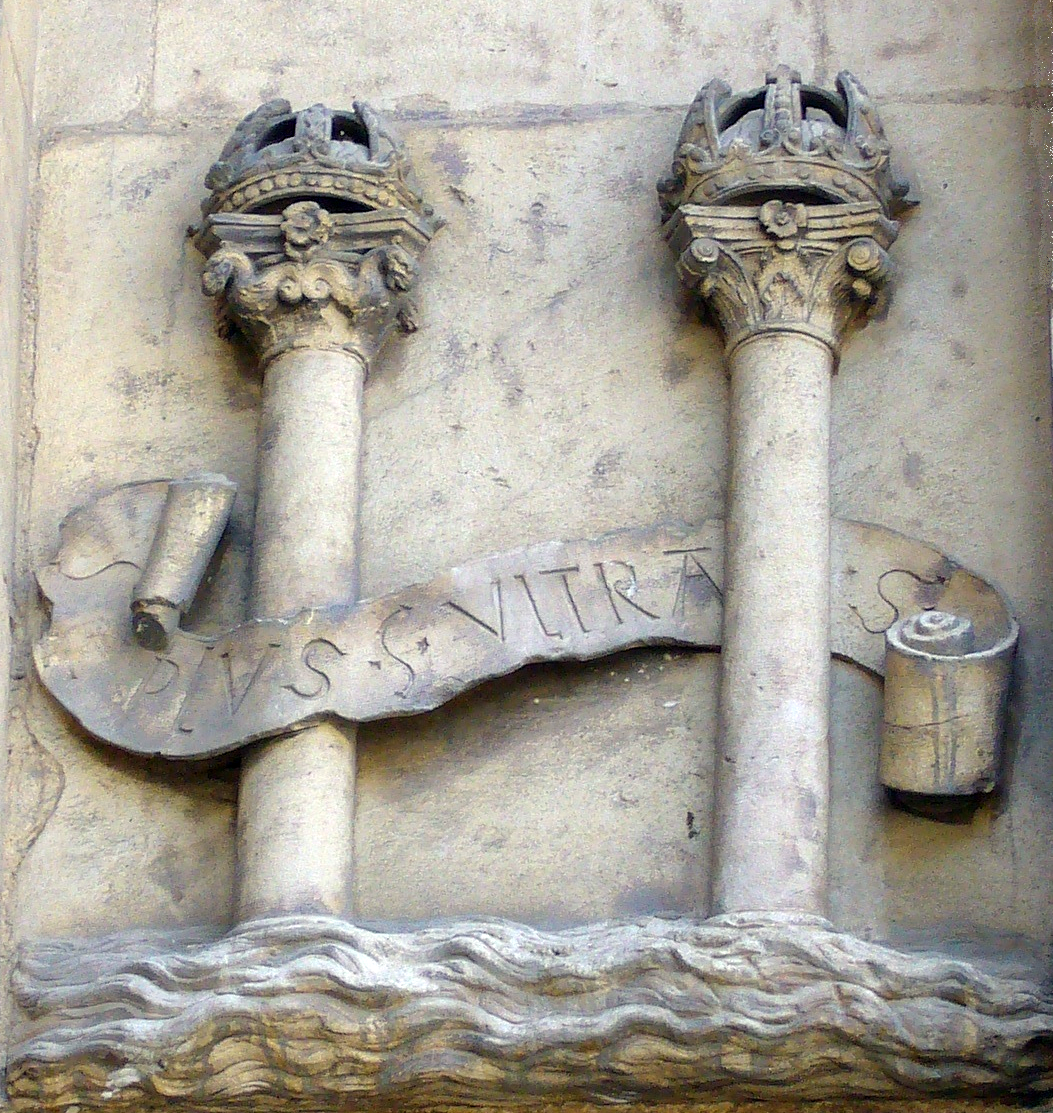
セビーリャ市役所に見られるPlus Ultraのモットー

若き日のカルロス1世は、彼の侍医で個人的な相談役のルイージ・マルリアーノの提案でプルス・ウルトラをモットーとして採用したと考えられている。このアイデアは彼に古代の警告を無視し、リスクをとって更に前進することを奨励した。カルロス1世はフランドルのガンで生まれたため、結果としてこのモットーはその地域でも使用されている。そして、カルロス1世はヨーロッパのさまざまな地域（特に神聖ローマ皇帝として）と世界中の植民地を支配したため、民族を超えて使われるフレーズとして解釈されてきた。

## スペイン
このモットーは、1500年代初頭にカルロス1世がカスティーリャ及びアラゴン王に即位してからスペインで人気を得た。その後、スペイン・ハプスブルク朝のモットーとなり、スペイン銀貨に記された。このモットーはスペインの探検家たちがヘルクレスの柱を越え、新世界を目指すことを勇気づけるためにも使われた。 今日この銘文はヘルクレスの柱とともにスペインの国旗と国章とに記されている。また、第二共和政の国章にも記された。
1926年、ラモン・フランコ、フリオ・ルイス・デ・アルダ・ミケレイスを含むスペインの飛行家たちのチームがプルス・ウルトラと名づけられた飛行艇によって大西洋横断飛行を成功させた。1930年にはマドリッドに拠点を置くサッカークラブ、ADプルス・ウルトラの設立を見た。チームはやがてレアル・マドリード・カスティージャに発展した。より近年において、プルス・ウルトラ旅団はスペイン、ドミニカ共和国、ニカラグア、ホンジュラス、エル・サルバドルのスペイン語圏5ヶ国の兵士たちからなる部隊で、イラク戦争に貢献した。

## 他での使用

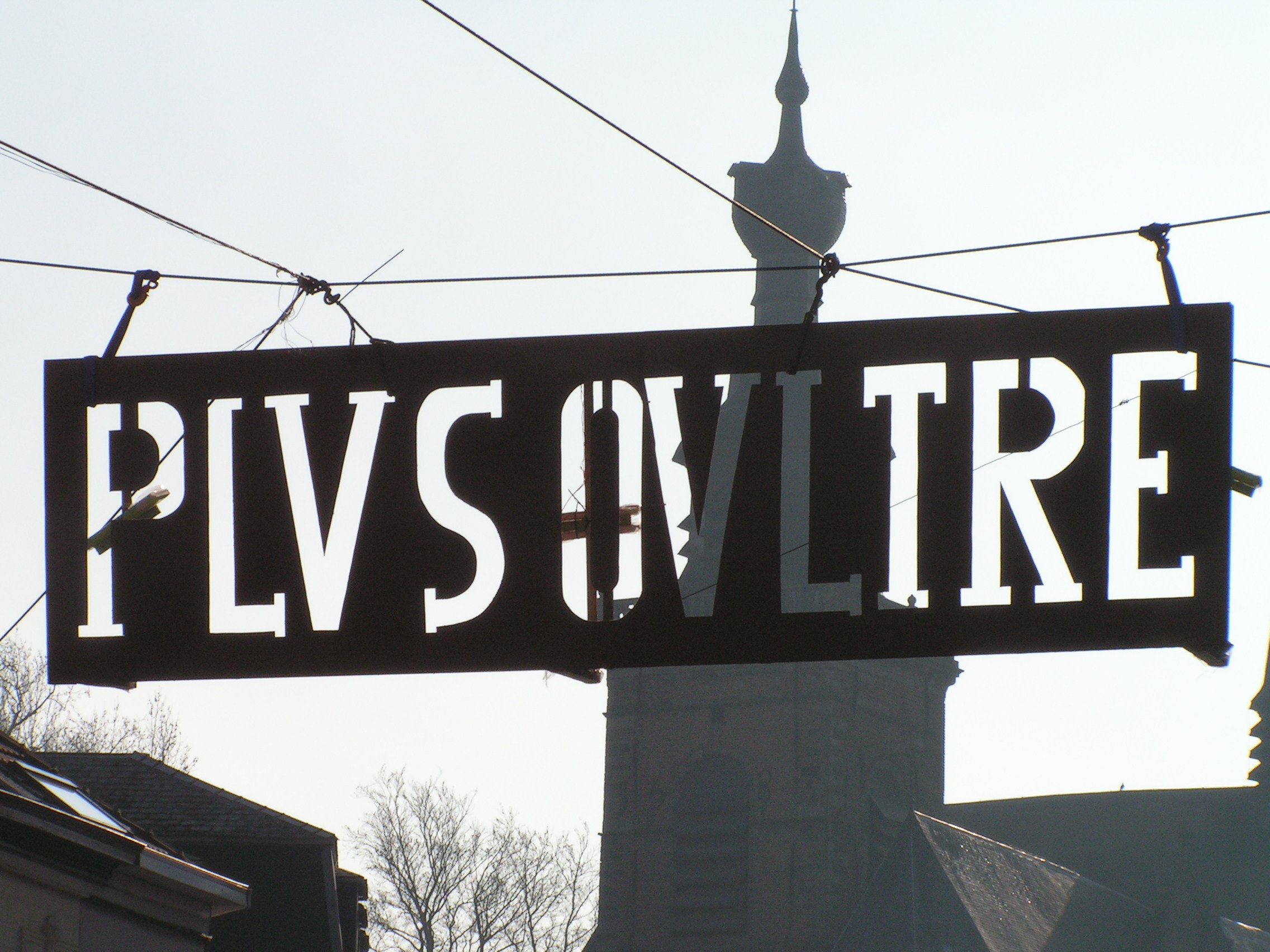
バンシュのモットー（ベルギー）

このモットーは数々のほかの団体によって使用されてきた。それはシンガポールのジュロン・ジュニア・カレッジ、アメリカ合衆国マサチューセッツ州のマルデン・カトリック高等学校、スリランカ最古の現存する公立学校ニューステッド・ガールズ・カレッジ、コロンビア海軍などである。そしてフランシス・ベーコンの個人的なモットーでもあった。その古フランス語形のPlus Oultreはベルギーのバンシュのモットーでもある。加えて、合衆国空軍士官学校の第15士官候補生分隊のモットーでもある。
堀越耕平の漫画『僕のヒーローアカデミア』では、主人公の緑谷出久らが通う国立雄英高等学校の校訓にもなっている。